# Natternbach
Natternbach är en ort och kommun i Österrike. Den ligger i distriktet Grieskirchen i förbundslandet Oberösterreich, 190 kilometer väster om huvudstaden Wien.
Kommunen består av 40 orter (Ortschaften) (inom parentes invånarantal 1 januari 2024):

- Au bei Ed (27)
- Au bei Natternbach (9)
- Baumühl (17)
- Berndorf (63)
- Bernrad (41)
- Dopl (17)
- Eck (24)
- Ed (16)
- Fronberg (59)
- Gaisbuchen (99)
- Gschaid (21)
- Haibach (33)
- Hairet (9)
- Hochstraß (47)
- Hungberg (27)
- Hörmating (34)
- Hörzingerwald (44)
- Kapping (23)
- Kirchberg (32)
- Knotzberg (13)
- Kreuz (43)
- Lichtberg (12)
- Moos (15)
- Natternbach (1 068)
- Oberhörzing (13)
- Obermaggau (30)
- Obertresleinsbach (98)
- Pfeneberg (34)
- Pötzenau (14)
- Pötzling (33)
- Püret (11)
- Reiting (26)
- Rittberg (24)
- Schmiedparz (53)
- Tal (75)
- Traunolding (21)
- Untereck (16)
- Unterhörzing (21)
- Untermaggau (45)
- Wolfgrub (11)